# Grèce aux Jeux olympiques d'hiver de 1952
Cet article contient des informations sur la participation et les résultats de la Grèce aux Jeux olympiques d'hiver de 1952 à Oslo en Norvège.

## Résultats

### Ski alpin
| Athlète             | Épreuve  | Course 1        | Course 1 | Course 2     | Course 2     | Total           | Total        |
| Athlète             | Épreuve  | Temps           | Rang     | Temps        | Rang         | Temps           | Rang         |
| ------------------- | -------- | --------------- | -------- | ------------ | ------------ | --------------- | ------------ |
| Antonios Miliordos  | Descente |                 |          |              |              | N'a pas terminé | –            |
| Angelos Lembesi     | Descente |                 |          |              |              | N'a pas terminé | –            |
| Alexandros Vouxinos | Descente |                 |          |              |              | 6 min 10 s 8    | 72           |
| Angelos Lembesi     | Slalom   | N'a pas terminé | –        | Non qualifié | Non qualifié | Non qualifié    | Non qualifié |
| Alexandros Vouxinos | Slalom   | N'a pas terminé | –        | Non qualifié | Non qualifié | Non qualifié    | Non qualifié |
| Antonios Miliordos  | Slalom   | 2 min 26 s 9    | 79       | Non qualifié | Non qualifié | Non qualifié    | Non qualifié |